# Zeeftheorie
In de getaltheorie, een deelverzameling van de wiskunde, bestaat de zeeftheorie uit een aantal algemene technieken, die bedoeld zijn om de grootte van gezeefde verzamelingen van gehele getallen te tellen of meer realistisch te schatten. Het standaardvoorbeeld van een gezeefde verzameling is de verzameling van priemgetallen "up to" enige voorgeschreven limiet X. Dienovereenkomstig is het standaardvoorbeeld van een zeef de zeef van Eratosthenes, of de meer generieke zeef van Legendre. De directe aanval op priemgetallen door het gebruik van deze methoden liep al snel tegen schijnbaar onoverkomelijke obstakels aan, dit in de vorm van de opeenstapeling van fouttermen. In een van de belangrijkste bijdragen aan de getaltheorie in de twintigste eeuw, slaagde men er echter in om manieren te vinden die een aantal van deze schijnbaar onoverkomelijke problemen te omzeilen.
Een succesvolle aanpak is om een specifieke gezeefde verzameling van getallen te benaderen (bijvoorbeeld de verzameling van priemgetallen) door een andere, eenvoudigere verzameling (bijvoorbeeld de verzameling van bijna priemgetallen), die doorgaans iets groter is dan de originele verzameling, maar wel gemakkelijker te analyseren. Meer geavanceerde zeven werken niet direct met verzamelingen per se, maar tellen zij in plaats daarvan op basis van zorgvuldig gekozen gewichtsfuncties op deze verzamelingen (opties om bepaalde elementen in deze verzamelingen meer "gewicht" dan anderen te geven). In sommige moderne toepassingen worden zeven niet gebruikt om de grootte van een gezeefde verzameling te schatten, maar om een functie te produceren die groot op de verzameling is en meestal klein daarbuiten, omdat zij gemakkelijker te analyseren dan de karakteristieke functie van deze verzameling.

## Zeeftypen
Onder de moderne zeven vindt men de zeef van Brun, de zeef van Selberg, de zeef van Turán en de grote zeef. Een van de oorspronkelijke doelstellingen van de zeeftheorie wat het proberen te bewijzen van een aantal vermoeden in de getaltheorie: zoals dat over priemtweelingen. Hoewel de oorspronkelijke brede doelstellingen van de zeeftheorie tot op dit moment nog onvervuld zijn gebleven, zijn er een wel een aantal gedeeltelijke successen geboekt, vooral in combinatie met andere getaltheoretische gereedschappen. Hoogtepunten zijn onder andere:
1. De stelling van Brun, die stelt dat de som van de reciproken van tweelingpriemen convergeert (dit terwijl de som van de reciproken van de priemgetallen zelf divergeert);
2. De stelling van Chen, die laat zien dat er oneindig veel priemgetallen p zijn, zodanig dat p + 2 ofwel een priemgetal ofwel een semipriemgetal (het product van twee priemgetallen) is; een nauw verwante stelling van Chen Jingrun stelt dat elk voldoende groot even getal de som is van een priemgetal en een ander getal, dat of zelf een priemgetal of een semipriemgetal is. Deze stellingen kunnen worden beschouwd als in de buurt komend van respectievelijk het vermoeden van de priemtweelingen en het vermoeden van Goldbach.
3. Het fundamentele lemma van de zeeftheorie, dat (grofweg gesproken) stelt dat als men een verzameling van N getallen zeeft, men dan nauwkeurig het aantal elementen kan schatten dat nog in de zeef is achtergebleven na {\displaystyle N^{\epsilon }} iteraties, dit gesteld dat {\displaystyle \epsilon } een voldoende klein getal is (fracties als 1/10 zijn hier vrij normaal). Dit lemma is meestal te zwak om de priemgetallen uit te zeven (hiervoor zijn in het algemeen zo ongeveer {\displaystyle N^{1/2}} iteraties voor nodig), maar kan genoeg zijn om resultaten met betrekking tot bijna priemgetallen te verkrijgen.
4. De stelling van Friedlander-Iwaniec, die stelt dat er oneindig veel priemgetallen van de vorm {\displaystyle a^{2}+b^{4}} zijn.

## Technieken uit de zeeftheorie
De in de zeeftheorie gebruikte technieken kunnen heel krachtig zijn, maar zij lijken te worden beperkt door een obstakel dat bekendstaat als het pariteitsprobleem. Grofweg houdt dit in dat methoden uit de zeeftheorie grote moeilijkheden hebben om een onderscheid te maken tussen getallen met een oneven aantal priemfactoren en getallen met even aantal priemfactoren. Dit pariteitsprobleem wordt tot op heden niet goed begrepen.
Vergeleken met andere methoden uit de getaltheorie is de zeeftheorie relatief elementair, in die zin dat de zeeftheorie geen geavanceerde concepten uit ofwel de algebraïsche getaltheorie ofwel de analytische getaltheorie vereist. Niettemin kunnen de meer geavanceerde zeven nog steeds erg ingewikkelde en delicaat zijn (vooral in combinatie met andere, diepere technieken uit de getaltheorie). Er zijn gehele tekstboeken aan dit ene deelgebied van de getaltheorie gewijd; een klassieke referentie is Halberstam en Richert (1974). Een moderner tekstboek is Iwaniec en Friedlander (2010).
De zeefmethoden die in dit artikel worden besproken zijn niet nauw verwant aan de zeefmethode om priemfactoren te ontbinden zoals de kwadratische zeef en de algemene getallenlichamenzeef. Die factorisatiemethoden maken gebruik van het idee van de zeef van Eratosthenes om op efficiënte wijze te bepalen welke leden van een lijst van getallen volledig in priemfactoren kan worden ontbonden.